# イジ川
イジ川（イジがわ、ロシア語: Иж, ラテン文字表記: Izh, タタール語: Иж, İj、ウドムルト語: Оӵ, Otš）は、ロシア中央部のウドムルト共和国からタタールスタン共和国を流れる河川であり、カマ川（ヴォルガ川水系）の右支流である。長さは259km（うちタタールスタン部分は100Kmほど）、流域面積は8,510平方km。
主な支流にはアグルィズカ川、チャジ川、キリクマス川、ヴァルジンカ川、ヴァルジ川などがある。流域の主な町はウドムルトの首都イジェフスクのほか、タタールスタン共和国のアグルィズなど。イジェフスクでは、周辺の産業を支えるためにダムで川を堰き止めてイジェフスク湖が作られている。

## 流路
イジ川はウドムルト共和国の中央部のマーリィェ・オシュヴォルツィ付近に発する大イジ川と小イジ川が合流するところから始まる。森の中を南の方向へ流れ、イジェフスク湖という24平方kmほどの人工湖に注ぐ。この池は1760年から1763年にかけて、イジェフスクに作られた製鉄所に水を供給する目的で建設された古いダム湖である。
イジェフスクを出ると農業地帯を流れ、アグルィズでタタールスタン共和国に入る。タタールスタンとウドムルトの境界付近を流れ、キリクマス川を合わせた後、ナベレジヌイエ・チェルヌイの北東30kmほどのゴリュシュルマの近くでカマ川の大きなダム湖、ニジネカムスク湖に合流している。
イジ川下流は11月中旬に凍結し、4月中旬に氷が解ける。